# Лењина (Краснодарска Покрајина)
Лењина (рус. Ленина) насељено је место руралног типа (хутор) на југозападу европског дела Руске Федерације. Налази се у централном делу Краснодарске покрајине и административно припада њеном Краснодарском градском округу.
Према подацима националне статистичке службе РФ за 2010, у селу је живело 7.395 становника.

## Географија
Хутор Лењина се налази у централном делу Краснодарске покрајине, односно на крајњем југу Кубањско-приазовске степе. Лежи на десној и високој обали реке Кубањ, односно на северној обали њеног Краснодарског језера, на надморској висини од око тридесетак метара. Село се налази на око осам километара источно од покрајинског административног центра, града Краснодара.
Северном периферијом насеља пролази друмски правац Р251 који повезује црноморску обали и град Темрјук са Ставропољем.

## Демографија
Према подацима са пописа становништва 2010. у селу је живело 7.395 становника.
| 1989. | 2002. | 2010. |
| ----- | ----- | ----- |
| [ 1 ] | 5.192 | 7.395 |